# Alfredo Lim
Alfredo Siojo Lim (em chinês: 林雯洛; pinyin: Lín Wénluò; pe̍h-ōe-jī: Lîm Bûn-lo̍k; Manila, 21 de dezembro de 1929 – 8 de agosto de 2020) foi um policial e político sino-filipino, o qual foi prefeito da capital das Filipinas, Manila, em duas ocasiões: de 1993 a 1997 e entre 2007 e 2013; também foi senador do país de 2004 a 2007, sob filiação do Partido Liberal. Antes de entrar para a política, Lim serviu como policial por três décadas.
Durante a gestão do presidente Corazon Aquino, foi diretor da Investigação Nacional das Filipinas. Em 1998, concorreu à presidência do país; no entanto, foi mal-sucedido e perdeu para Joseph Estrada, o qual o nomeou Secretário do Departamento Interior e do Governo Local em 2000. Durante as eleições gerais de 2004, voltou a se eleger para um cargo, agora senador, bem-sucedido; renunciou em 2007 para ocupar a prefeitura da capital das Filipinas, Manila.
Alfredo Lim se graduou no Instituto de Tecnologia de Bohol; Colégio San Beda e Universidade do Extremo Oriente em 1948. Formou-se, também, Administração de Empresas em 1951 e bacharel em Direito em 1963 na Universidade do Oriente; em 1981, finalizou seu mestrado em Administração de Segurança Nacional pela Universidade de Defesa Nacional das Filipinas. Quando Lim começou a trabalhar na polícia em 1950, uma de suas primeiras realizações foi prender o futuro senador Robert Barbers, em razão do porte ilegal de armas.
Em 1992, concorreu com seis outros políticos à prefeitura de Manila, quando intensificou um programa de ordem que diminuiu a criminalidade na cidade. Com o lema "Manila Disciplina", em sua gestão, combateu o tráfico de drogas e inaugurou o Colégio de Manila. Retornou ao cargo quinze anos depois, em 2007, depois de derrotar Ali Atienza, sob o lema "Manila Dignificada". No segundo governo, investiu em transportes e vistoriou estabelecimentos sem licenças de comércio, principalmente de vendas de bebidas alcoólicas.
Morreu no dia 8 de agosto de 2020, aos 90 anos, de COVID-19.